# Taşpınar, Tufanbeyli
Taşpınar là một xã thuộc huyện Tufanbeyli, tỉnh Adana, Thổ Nhĩ Kỳ. Dân số thời điểm năm 2009 là 40 người.